# 핀란드의 정치
핀란드의 정치체제(핀란드어: Suomen poliittinen järjestelmä 수오멘 폴릳티넨 얘르예스텔매[*])는 일종의 의회민주주의다. 핀란드는 다당제 국가이며, 삼권분립의 원칙에 따라 입법권력은 의회(에두스쿤타)에, 행정권력은 총리가 그 필두인 국가평의회에 있고, 사법권력은 입법권력 및 행정권력으로부터 독립적이다. 국가원수는 공화국대통령으로, 대체로 대외정책만 담당한다.
핀란드의 정치력은 정당들을 통해 발휘된다. 정당은 입당한 사람들의 협회체다. 또한 이익단체들이 각자의 이해를 조정하기 위해 이익단체간 또는 정부 대표자들과 교섭한다. 핀란드에서 가장 중요한 경제적 이익단체는 노동시장에 있어 고용주 또는 고용인의 이해를 대변하는 단체인 노동시장기구들이다. 그 밖에도 다양한 집단, 협회, 운동, 기구들이 있어서 정치의제에 각자의 영향을 미치기를 꾀한다.

## 정치세력

### 정당

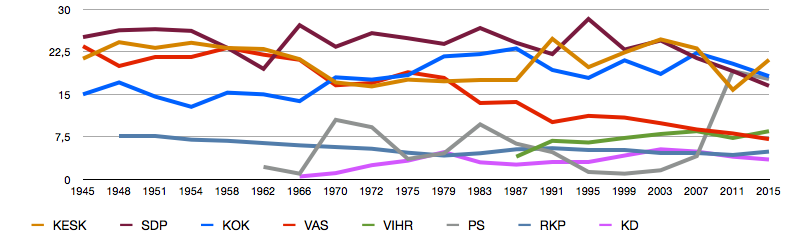
핀란드의 정당 지지율(1945년-2015년).

핀란드의 정당정치 역사는 백년이 더 넘었다. 정당의 지위를 정의하는 현행법은 1969년 제정된 정당법이다. 법무부 유권해석에 따르면 정당은 입당으로써 이루어지는 협회체(yhdistykset)다. 정당은 지방선거, 의회선거, 유럽의회선거에 자당의 후보를 출마시킬 권리가 있다. 정당 입당은 대개 각 정당의 지역 협회에서 이루어진다.
핀란드 최초의 정당은 1860년대에 결성된 핀란드인당과 스웨덴인당이었다. 1899년 노동자들이 각성하면서 핀란드 노동당이 결성되었고 그것이 현재의 핀란드 사회민주당이 되었다. 이후 핀란드인당 가운데 보다 개혁주의적인 호헌파 세력이 탈당해 청년 핀란드인당을 만들었다. 핀란드는 1905년 혁명을 계기로 세계 최초의 완전한 평등보통선거를 제도화했다. 3년 뒤 산테리 알키오가 청년 핀란드인당에서 탈당하여 농업동맹을 창당했다. 독립 직후 좌우간의 핀란드 내전을 거치고, 내전에 승리한 우파세력은 국체논쟁으로 군주정파와 공화정파로 분열되었다. 군주정파는 국민연합당과 스웨덴인당이었고, 공화정파는 농업동맹과 국민진보당, 스웨덴계 자유당이었다. 독립 직후에는 정당간의 이념차가 매우 컸지만, 수십년에 걸쳐 차이를 상당히 좁혀나가며 복지국가를 형성했고, 국민 대다수가 지지하는 주요정당들은 더이상의 급진적 사회변화를 요구하지 않게 되었다.
냉전기에 핀란드 의회의 주요 정당은 농업동맹, 사회민주당, 그리고 인민민주동맹이었다. 농업동맹은 1965년 중앙당으로 개칭했다. 우르호 케코넨 대통령의 중앙당에서 탈당한 이들이 농촌당을 창당했다. 농촌당과 국민연합당은 소련에 대한 대외정책의 문제로 오랫동안 야당에 머물렀다. 1970년대에는 사회에 만연한 사회주의적 분위기에 반발한 반공주의 정당 헌정권리당이 창당되기도 했다. 1980년대에 자유인민당이 중앙당과 합당하고, 극좌파의 지지가 급락하기 시작했다. 한편 농촌당은 불황과 선거 패배로 1995년 파산했다.
21세기 들어 핀란드의 3대 정당은 중도좌파 사회민주당, 중도우파 중앙당과 국민연합당으로 정리되었다. 한편 민족주의적인 핀인당과 환경주의적인 녹색동맹이 창당되어 3대 정당에 도전하는 세력으로 부상하기 시작했다. 지방 시참사회에서는 중앙당이 다수를 점했다. 2019년 의회선거 이후 원내 제1당은 사회민주당이다. 이 선거로 성립된 린네 내각과 그 후신인 마린 내각은 사회민주당을 중심으로 중앙당, 녹색동맹, 좌파동맹, 스웨덴인당이 참여하여 좌파에서 중도우파까지 연정한 인민전선 내각이다. 스웨덴인당은 핀란드어-스웨덴어 2개국어 체제의 유지를 옹호하며, 스웨덴계가 많이 거주하는 서부 해안지역에서만 지지를 받기 때문에 사실상 핀란드의 유일한 비전국정당이다. 현재 야당은 핀인당, 국민연합당, 기독교민주당이다. 국민연합당 의원이었던 햘리스 하르키모가 탈당해 만든 지금행동이라는 정당도 있다. 핀인당의 당권투쟁 과정에서 형성된 삼포 테르호의 청색미래당은 2019년 선거에서 모든 의석을 잃고 원외정당으로 전락했다.

## 같이 보기
- 핀란드의 선거
- 핀란드의 국기
- 핀란드 원로원